# سیمون کولی
سیمون کولی (به انگلیسی: Simon Cowley) (زادهٔ ۴ اکتبر ۱۹۸۰) شناگر اهل استرالیا است.